# Irmin Schmidt
Irmin Schmidt est un claviériste et compositeur allemand, né le 29 mai 1937 à Berlin. Il est surtout connu pour avoir été un des membres fondateurs du groupe de Krautrock Can.
En 2015, Irmin Schmidt reçoit la médaille de Chevalier de l'ordre des Arts et des Lettres pour sa contribution à l'art et à la musique. 

## Biographie
Irmin Schmidt naît à Berlin mais grandit dans l'Ouest de l'Allemagne. Il étudie la musique au conservatoire de Dortmund, au Folkwang Hochschule d'Essen, au Mozarteum de Salzbourg, et la composition au Rheinische Musikschule, à Cologne, où il fréquente les cours de Karlheinz Stockhausen.
Il commence sa carrière musicale comme chef d'orchestre, donnant des concerts avec l'orchestre symphonique de Bochum, l'orchestre symphonique de Vienne et avec l'ensemble de Dortmund, qu'il fonde lui-même en 1962. Il reçoit quelques récompenses pour son travail durant cette période. Il a également été maître de chapelle pour le théâtre d’Aix-la-Chapelle, maître pour le théâtre musical et de chanson française à Bochum et enfin pianiste de concert.
En 1968, il fonde, en compagnie de Holger Czukay, Michael Karoli et Jaki Liebezeit, le groupe de rock expérimental Can. Il a également écrit une quarantaine de bandes originales de films et de séries télévisées.
Irmin Schmidt a également enregistré quelques albums en solo et écrit un opéra, basé sur le Gormenghast de Mervyn Peake. Sa femme, Hildegard Schmidt, est une des responsables du label Spoon Records depuis 1974.

## Cinéma
- 1980 : Endstation Freiheit de Reinhard Hauff

## Télévision
- 2012 : 1937, un été en Allemagne : Voix off

## Discographie
En solo :
- Filmmusik (1980)
- Filmmusik, Vol. 2 (1981)
- Toy Planet (1981)
- Filmmusik, Vols. 3 & 4 (1983)
- Rote Erde (1983)
- Musk At Dusk (1987)
- Filmmusik Vol. 5 (1989)
- Impossible Holidays (1991)
- Le Weekend (1991)
- Soundtracks 1978-1993 (1994)
- Gormenghast (2000)
- Masters of Confusion (2001)
- Flies, Guys and Choirs (2008)
- Axolotl Eyes (2008)
- Palermo Shooting (2008)
- Kamasutra - Vollendung Der (2009)
- 5 Klavierstücke (2018)
- Nocturne (Live At The Huddersfield Contemporary Music Festival) (2020)

Avec Can :
Voir Discographie de Can.